# Мудров, Пётр Алексеевич
Пётр Алексеевич Мудров — советский хозяйственный, государственный и политический деятель, Герой Социалистического Труда.

## Биография
Родился в 20 марта 1920 года в селе Московское. Член КПСС.
С 1940 года — на хозяйственной, общественной и политической работе. В 1940—1980 гг. — моторист завода № 24 имени М. В. Фрунзе Министерства авиационной промышленности СССР города Куйбышева.
Указом Президиума Верховного Совета СССР от 22 июля 1966 присвоено звание Героя Социалистического Труда с вручением ордена Ленина и золотой медали «Серп и Молот».
Избирался депутатом Верховного Совета РСФСР 7-го созыва.
Умер в Самаре 21 апреля 2006 года.